# Comuna Șubivka, Kaharlîk
Șubivka (în ucraineană Шубівка) este o comună în raionul Kaharlîk, regiunea Kiev, Ucraina, formată din satele Șubivka (reședința) și Zemleanka.

## Demografie
Componența lingvistică a comunei Șubivka
     Ucraineană (97,55%)
     Rusă (1,67%)
     Alte limbi (0,56%)
Conform recensământului din 2001, majoritatea populației comunei Șubivka era vorbitoare de ucraineană (97,55%), existând în minoritate și vorbitori de rusă (1,67%).